# Калиниченко, Иван Лукич

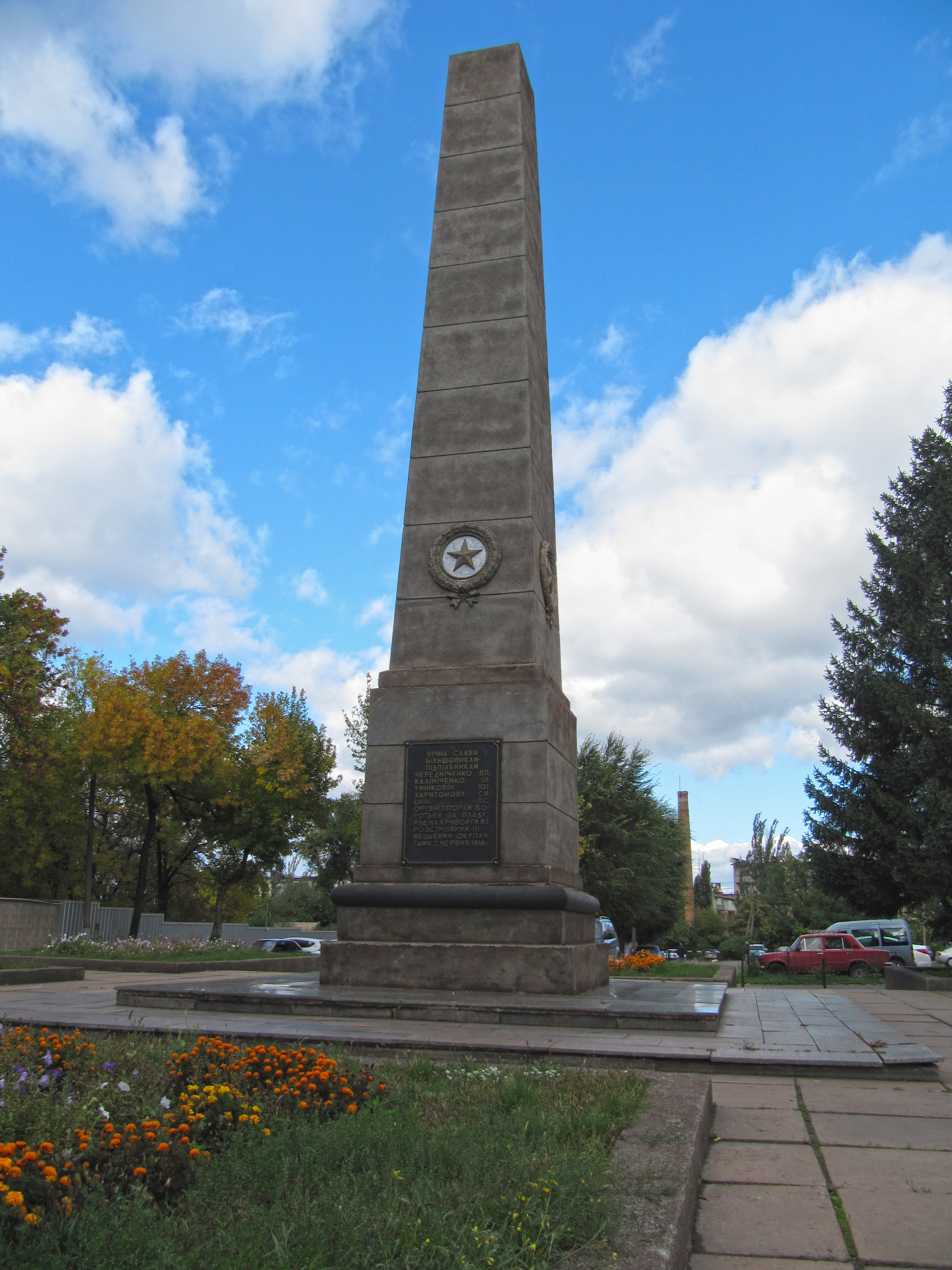
Братская могила коммунистов-подпольщиков

Калиниченко Иван Лукич (1890, Кривой Рог, Херсонская губерния — 2 июня 1918, Кривой Рог, Херсонская губерния) — активный участник революционного движения и трудовой борьбы, вооружённого восстания за власть Советов, организатор первых отрядов Красной гвардии на Криворожье.
Старший брат Фёдора Лукича Калиниченко.

## Биография
Родился в 1890 году в местечке Кривой Рог.
Подростком работал на мелких предприятиях, позже — на николаевском заводе «Наваль» и металлургическом заводе Таганрога.
В 1914 году призван в царскую армию, участвовал в Первой мировой войне, в том числе в Брусиловском прорыве.
Весной 1917 года возвратился в Кривой Рог. Работал на Гданцевском чугунолитейном заводе. После февральской революции 1917 года вступил в РСДРП(б), избран членом солдатского комитета. В апреле 1917 года трудящимися завода избран депутатом Криворожского Совета рабочих, крестьянских и солдатских депутатов. Летом 1917 года избран членом городского комитета партии. Участвовал во Всеукраинской конференции сельских депутатов в Харькове.
Во время австро-немецкой оккупации Украины в 1918 году находится на подпольной работе. В апреле 1918 года была образована нелегальная партийная организация, в комитет которой вошли В. П. Чередниченко, И. Л. Калиниченко, Ю. И. Умникова, С. М. Харитонов и П. С. Цына. Комитет развернул агитацию, призывая к борьбе против оккупантов. В конце мая подпольщики были схвачены. Расстрелян австро-немецкими оккупантами 2 июня 1918 года на окраине города вместе со всеми членами комитета. Похоронен в Кривом Роге в братской могиле вместе с расстрелянными соратниками.

## Память
До 2016 года именем была названа улица в Центрально-Городском районе Кривого Рога. 